# Fighting City

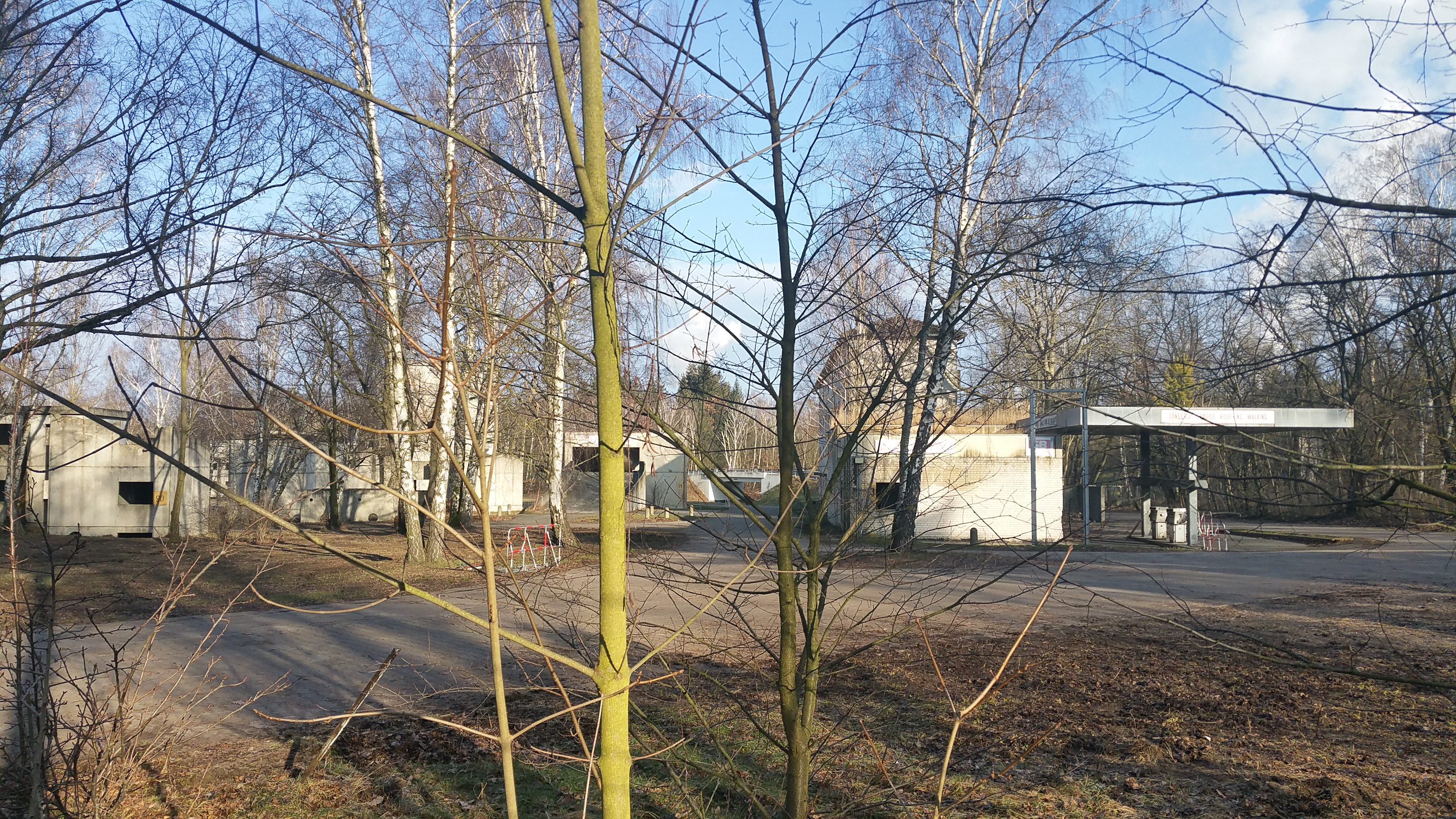
Blick auf Gebäude der Fighting City

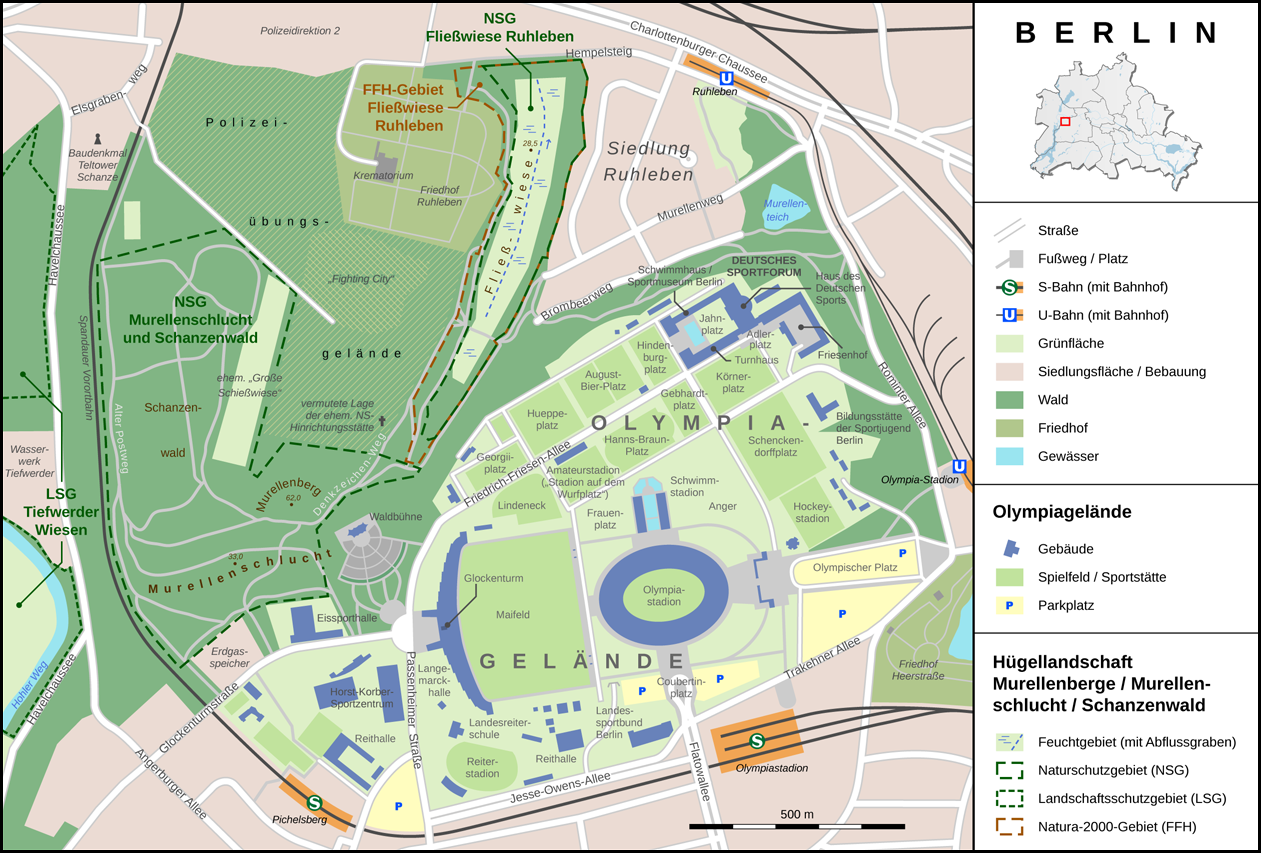
Lage der Fighting City südlich des Friedhofs Ruhleben

Fighting City (auch: Ruhleben Fighting City (RFC) oder: Polizeiübungsstadt Ruhleben) ist ein Übungsgelände für den Häuserkampf, das vom britischen Militär im Schanzenwald in der Berliner Ortslage Ruhleben im heutigen Bezirk Charlottenburg-Wilmersdorf betrieben wurde.
Die Ursprünge des Geländes gehen auf das Jahr 1855 zurück, als hier die Königliche Militär-Schießschule Spandau den Betrieb aufnahm. Nach Ende des Zweiten Weltkriegs wurde das Gelände von den Streitkräften des Vereinigten Königreiches übernommen und für verschiedene militärische Zwecke genutzt. Der Teil des Geländes an der Charlottenburger Chaussee dient seit 1970 als Polizeischule des Landes Berlin, der hintere bewaldete Teil wurde in den 1970er Jahren von den britischen Streitkräften als Kampfstadt ausgebaut. Zur Anlage zählen zahlreiche Wohnhäuser mit bis zu fünf Etagen, eine Tankstelle, ein Supermarkt, eine Tiefgarage, eine Kanalisation, mehrere Wälle und Gräben und ein Straßennetz. Auf einer von zwei Brücken waren U-Bahn-Wageneinheiten abgestellt. Zur Übungs-Auswertung war das Areal videoüberwacht.
Nach dem Abzug der Alliierten im Jahr 1994 wurde die Fighting City an die Berliner Polizei übergeben.
Ihre Gliederungseinheiten sind seitdem die Hauptnutzer der Anlagen (Akademie, Einsatzeinheiten und Diensthundführer der Bereitschaftspolizei, operativen Einheiten des Landeskriminalamtes wie Personenschutz und Spezialeinsatzkommandos). Auch Übungen anderer Behörden und Organisationen mit Sicherheitsaufgaben (BOS) finden hier statt. So z. B. solche der Berliner Feuerwehr, des Technischen Hilfswerks und anderer Zivilschutz-Organisationen. Vereinzelt wird das Gelände durch Bundespolizei, Bundeskriminalamtes, Polizeien anderer Bundesländer und für Filmaufnahmen genutzt.
Wie alle landeseigenen Liegenschaften liegt das Gelände in der Verantwortung der BIM. Nach Sanierungsmaßnahmen wegen Baumängeln bleiben ein Haus und beide Brücken gesperrt (Stand: April 2021). Ende 2018 meldete die Polizei nutzerspezifischen Bedarf an; neben Sanierungen, Reparaturen und Erneuerungen auch den Bau eines U-Bahnsteigs. Die beantragten Mittel fanden in den Haushaltsplanungen 2020/2021 keine Berücksichtigung.